# Israel Gutiérrez
Pour les articles homonymes, voir Gutiérrez.
Israel Gutiérrez, né le 15 janvier 1993, à Pachuca, au Mexique, est un joueur mexicain de basket-ball. Il évolue au poste de pivot.